# Chmeliv (okres Rachov)
Chmeliv, ukrajinsky Хмелів, maďarsky Komlós, je část obce Trebušany (Dilove), v Rachovské městské komunitě, v Zakarpatské oblasti Ukrajiny. V roce 2025 zde žilo 429 obyvatel.

## Historie
Za první československé republiky to byla skupina chalup, která patřila pod Trebušany. Byla uváděna pod názvem Chmely.